# موزة بنت علي المضاحكة
موزة بنت علي المضاحكة المعروفة ببنت القبيلة، شاعرة بحرينية من مواليد المملكة العربية السعودية عام 1933، ولدت في السعودية وذلك أثناء تواجد والدتها لدى أخوالها من آل حفيظ الحمراني الهاجري في المنطقة الشرقية. كانت من سكان منطقة البسيتين حيث يتمركز أهلها من عائلة المضاحكة.

## شخصيتها
عرفت وتميزت هذه الشاعرة بكونها أول شاعرة بحرينية تطلق ديواناً خاصاً بها للعامة. ونعم 
برزت موهبتها في حب الشعر من نعومة أظافرها إذ كانت تعيش في أجواء مشجعة على ذلك، فبني عمومتها يقرضون الشعر ويتفاخرون به مثل غانم بن علي المضحكي ومحمد بن سلمان المضحكي، وكانو يحبون القراءة ويناقشون سيرة الهلالي وعنترة بن شداد والشعراء الكبار مثل المتنبي والفرزدق وجرير، ومن أبناء أخوالها الشيخ عيسى بن راشد آل خليفة وهو أحد الشعراء البارزين في الساحة البحرينية والخليجية وأيضاً شعراء النبط مثل الفيحاني وبن لعبون و لحدان الكبيسي، كذلك أخوالها من آل حمراء كان الشعر والشعراء خاصة النبط منهم سمرهم الذي لا يمل في مجالسهم والتي لا تغلق في وجه الضيوف أبداً.

## دراستها
في هذا الجو المفعم بحب الشعر وتذوقه ونظمه استقت ( بنت القبيلة ) موزة بنت علي المضاحكة شيخ قبيلته والمتصرف في شؤونها موهبتها الشعرية، حصلت على قدر من التعليم الأولي في القراءة والكتابة وختمت القرآن الكريم على يد (المطوعة) هيا بنت جبر البوعينين. ولتشدد أهلها الديني والتقليدي لم يسمح لها بالدراسة في المدارس الموجودة آنذاك. ولكن نمت موهبتها بالقراءة والإطلاع، ونأثرت بعدد من شعراء النبط في المنطقة مثل الشاعر محمد بن عبد الوهاب الفيحاني وحبه العذري في حي من قبيلة (الكواري)، أيضاً الشاعر محسن الهزاني وكذلك أشعار بني هلال. و في الشعر الفصيح قصائد قيس بن الملوح.

## حياتها الأسرية
تزوجت من ابن عمها شاهيـن بن عبد العزيز المضاحكة عام 1948م وأنجبت منه أبناءها السبعة :
- عبد العزيز
- مـريـم
- لـولوة
- شيـخة
- عبـدالرحمن
- جـواهـر
- شـعـاع

ورث عنها موهبة الشعر إبنها الشاعر عبد الرحمن بن شاهين المضحكي.

## وفاتها
بعد صراع طويل من المرض وافتها المنية في 2 يناير 2002م.